# Jasiona (powiat brzeski)
Jasiona (niem. Jeschen) – wieś w Polsce położona w województwie opolskim, w powiecie brzeskim, w gminie Lewin Brzeski.
W latach 1975–1998 miejscowość należała administracyjnie do województwa opolskiego.

## Szlaki turystyczne
- Brzeg - Krzyżowice - Gierszowice - Olszanka - Pogorzela - Jasiona - Michałów - Lipowa - Przylesie Dolne - Grodków